# Henry Morgenthau Jr.
Henry Morgenthau Jr. (New York, 11 maggio 1891 – Poughkeepsie, 6 febbraio 1967) è stato un politico statunitense Segretario al tesoro degli Stati Uniti d'America durante la presidenza di Franklin Delano Roosevelt.
Principalmente noto per essere stato l'ideatore del Piano Morgenthau, nacque in un'eminente famiglia ebraica di New York, originaria della Germania, figlio di Henry Morgenthau senior, magnate immobiliare e diplomatico, e di Josephine Sykes. Fu anche il padre di Robert M. Morgenthau, District Attorney (Procuratore capo) della contea di New York dal 1975 al 2009.

## Biografia

### Infanzia e giovinezza
Studiò presso la attuale  Dwight School e successivamente studiò architettura ed agricoltura presso la Cornell University. Nel 1913 conobbe Franklin Delano Roosevelt ed Eleanor Roosevelt divenendone amico. Nel 1929 Roosevelt, allora ancora Governatore di New York, lo nominò Presidente del Comitato di Consulenza Agricola dello Stato di New York.

### New Deal
Nel 1933 Roosevelt divenne presidente degli Stati Uniti e nominò Morgenthau governatore dell'Ufficio Federale per l'Agricoltura ed inoltre Morgenthau fu parimenti coinvolto nelle decisioni monetarie. Roosevelt accolse l'idea, dovuta al professore della Cornell University, George Warren, di rialzare il prezzo dell'oro per far calare quello del dollaro, il che avrebbe fatto salire i prezzi di tutte le merci, specialmente quelle agricole. Benché contrario, Morgenthau accettò di aiutarlo nel compito.
Quando nel 1934 William H. Woodin si dimise per motivi di salute, Roosevelt nominò Morgenthau Ministro del Tesoro (un atto che si rivelò conservatore). Morgenthau era un economista ortodosso che era contrario all'economia keynesiana e che disapprovava alcuni elementi del New Deal. Per poter finanziare la seconda guerra mondiale egli iniziò un elaborato sistema di collocamento di titoli di guerra.

### Responsabilità fiscali
Morgenthau credeva nel bilancio in pareggio, nella moneta stabile, nella riduzione del debito statale e nella necessità di aumentare gl'investimenti privati.
La legge Warner, che riguardava i sindacati, veniva incontro alle richieste di Morgenthau poiché rafforzava la base del partito politico e non implicava nuove spese per lo stato. Morgenthau accettò la politica del doppio bilancio di Roosevelt, cioè un bilancio normale in pareggio e un bilancio "di emergenza" per le agenzie, come la WPA (Works Progress Administration), la PWA (Public Works Administration), e la CCC (Civilian Conservation Corps) che fu provvisorio fino al compimento della ricostruzione.
Egli combatté contro le indennità ai veterani finché il Congresso prevalse sul veto del Presidente Roosevelt e stanziò a questo titolo 2,2 miliardi di dollari nel 1936. Nel 1937, depressione nella depressione, Morgenthau non riuscì a persuadere Roosevelt a desistere nel cosiddetto deficit spending e, mentre il Presidente proseguiva spingendo per una sempre maggiore spesa pubblica, Morganthau insisteva per il pareggio del bilancio. Il 10 novembre 1937 Morgenthau tenne un discorso per l'Accademia di Scienze Politiche all'Hotel Astor di New York, nel quale rimarcò che la Depressione aveva richiesto il deficit spending, ma che il governo avrebbe ora dovuto tagliare le spese per ravvivare l'economia del Paese. In questo discorso egli affermò:
«Noi desideriamo vedere espandersi l'iniziativa privata. Noi crediamo che una delle più importanti vie per ottenere questo obiettivo oggigiorno sia il continuare a progredire verso il raggiungimento del pareggio del bilancio federale.»
Il suo maggior successo fu il nuovo programma di Sicurezza Sociale. Egli rovesciò l'idea generale di finanziare la Sicurezza Sociale con la fiscalità generale ed insistette affinché questa fosse finanziata con contributi obbligatori sui lavoratori dipendenti. Egli insistette affinché i contadini e i lavoratori domestici ne fossero esclusi in quanto i lavoratori al di fuori dell'industria non avrebbero potuto pagare in tal modo. Egli viene citato come dubbioso sullo schema di elevata spesa pubblica del New Deal, che non aveva ridotto la disoccupazione mentre aveva aumentato soltanto il debito pubblico:
(Dal diario di Henry Morgenthau Junior, in data 9 maggio 1939)

### Profughi ebrei
Di fronte all'Olocausto le Potenze Alleate reagirono lentamente. Rigettando gli appelli iniziali delle organizzazioni ebraiche alle nazioni alleate per l'invio di cibo e medicinali ai ghetti europei, il governo inglese e quello americano sostennero che le forniture sarebbero state sottratte e destinate all'uso personale dei tedeschi e quelle che fossero giunte ai destinatari avrebbero solo sollevato il regime nazista dalla responsabilità di nutrirli lui stesso.
Un'autorizzazione concessa nel 1942 per tali spedizioni ebbe un effetto minimo. Nel 1943 il Dipartimento del Tesoro approvò il piano del Congresso mondiale ebraico per soccorrere gli ebrei attraverso il blocco dei conti in Svizzera, ma il Dipartimento di Stato ed il Ministero degli Esteri britannico procrastinarono ulteriormente la decisione. Morgenthau ed i suoi collaboratori persistettero nel bypassare lo Stato ed infine affrontare Roosevelt nel gennaio del 1944, con la crescente richiesta del Congresso e della pubblica opinione per la creazione di una commissione presidenziale per il soccorso. Il risultato finale fu la creazione di un Ufficio per i profughi di guerra nel gennaio del medesimo anno (WRB, cioè War Refugee Board). L'Ufficio permise un aumento del numero di ingressi di ebrei negli USA negli anni 1944 e 1945: circa 200.000 ebrei furono salvati in questo modo.

### Condanna dei criminali di guerra tedeschi
Morgenthau invocò l'esecuzione senza processo dei 50 o 100 maggiori criminali di guerra tedeschi, idea che riscosse inizialmente un certo successo, ma alla fine prevalse la scelta di un Processo in Norimberga.

### Successione alla Presidenza degli Stati Uniti
Come Segretario di Stato al Tesoro Morgenthau fu la prima persona nella linea di successione del Presidente degli Stati Uniti fra il 27 giugno ed il 3 luglio del 1945, a seguito delle dimissioni da Segretario di Stato di Edward Stettinius e la conferma da parte del Senato di James Francis Byrnes. Se il Presidente Harry Truman fosse morto, avesse dato le dimissioni o fosse stato altrimenti rimosso dalla carica in quei sette giorni, Morgenthau sarebbe diventato Presidente sostitutivo degli Stati Uniti d'America fino al termine della legislatura corrente nel 1949.

### Controversie a proposito del Piano Morgenthau
Nel 1944 Morgenthau propose il Piano Morgenthau per la Germania post-bellica, chiedendo lo smembramento della nazione, da dividersi in due stati indipendenti, la enucleazione di tutta l'industria pesante tedesca ed il ritorno forzato ad una economia agraria pre-industriale. Alcuni sostengono che il piano fu ideato da pochi scelti dall'incaricato di Morgenthau Harry Dexter White, che fu successivamente accusato di essere un agente dell'Unione Sovietica. Nella Seconda Conferenza di Quebec, tenutasi il 16 settembre 1944, persuasero inizialmente il riluttante Primo ministro britannico Winston Churchill ad accettare il Piano Morgenthau utilizzando la promessa del Lend-Lease per 6 miliardi di dollari. Churchill cercò in ogni caso di restringere la portata della proposta Morgenthau redigendo uno nuova versione del memorandum, che fu quella poi sottoscritta dai due statisti. L'essenza del memorandum sottoscritto fu: «Questo programma di eliminazione dell'industria bellica nella Ruhr e nella Saar cerca di convertire la Germania in un paese prevalentemente agricolo e pastorale».
Il Piano dovette affrontare l'opposizione all'interno dello stesso governo Roosevelt, principalmente quella di Henry Stimson e con la sua scoperta da parte della stampa, dovuta ad una fuga di notizie, fruttò a Roosevelt critiche aperte. La risposta del Presidente alle domande della stampa fu quella di negare quanto era da questa stato scritto in proposito. A causa della fuga di notizie, Morgenthau perse per un certo periodo i favori di Roosevelt.
Il Ministro della Propaganda della Germania, Joseph Goebbels, approfittò invece della fuga di notizie, incoraggiando con un certo successo il popolo tedesco a perseverare negli sforzi di guerra, sventolando la minaccia costituita, in caso di vittoria degli alleati, dalla trasformazione della loro terra in un "campo per coltivar patate". Il generale statunitense George Marshall si lamentò con Morgenthau che [a causa della pubblicità del Piano, n.d.r. ] la resistenza militare tedesca era diventata più dura. Sperando di ottenere la rinuncia al Piano da parte di Morgenthau, il cognato di Roosevelt, tenente colonnello John Boettiger, che lavorava presso il Ministero della Guerra, spiegò a Morgenthau come le truppe americane avessero dovuto combattere aspramente ben cinque settimane per poter conquistare Aquisgrana e si lamentò che il suo piano valeva come trenta divisioni in più per la Germania. Il rivale di Roosevelt alle elezioni presidenziali del tardo 1944, Thomas E. Dewey, dichiarò che il piano valeva dieci divisioni in più per i tedeschi, ma Morgenthau si rifiutò di rinunciarvi.
Morgenthau disse ai suoi collaboratori che quello era un grande giorno per il Tesoro e che sperava che qualcuno non riconoscesse nella direttiva il Piano Morgenthau. La direttiva, che rimase in vigore per oltre due anni ed era diretta alle forze americane di occupazione «… non fece alcun passo per cercare la ripresa economica tedesca.»
Nella Germania occupata Morgenthau lasciò un legato diretto attraverso l'OMGUS (Office of Military Government, United States, in italiano: "Ufficio del Governo Militare degli Stati Uniti"), comunemente noto come Morgenthau boys (I ragazzi di Morgenthau).
Il generale Dwight D. Eisenhower distaccò alcuni funzionari del Tesoro Americano presso le Forze di Occupazione in Germania. Costoro assicuravano che la direttiva JCS 1067 fosse interpretata nel modo più restrittivo possibile. Essi furono principalmente attivi nei primi mesi cruciali di occupazione, ma mantennero i loro incarichi fino a circa due anni dopo le dimissioni di Morgenthau, avvenute a metà del 1945, e qualche tempo dopo quelle del loro capo, il colonnello Bernard Bernstein, che era il «depositario dello spirito di Morgenthau nell'esercito di occupazione». Si dimisero solo dopo che nel luglio del 1947 la direttiva JCS 1067 fu sostituita dalla JCS 1779 che, al contrario della precedente, sottolineava come: «Un'Europa prospera ed ordinata necessita del contributo economico di una Germania stabile e produttiva.»
L'eredità di Morgenthau fu anche vista nei piani per perseguire il disarmo della Germania attraverso la riduzione della sua potenza economica.
Nell'ottobre del 1945 Morgenthau pubblicò un libro nel quale descriveva e motivava il Piano Morgenthau in dettaglio. Roosevelt concesse l'autorizzazione alla pubblicazione la sera prima della sua morte, mentre cenava con lo stesso Morgenthau a Warm Springs. Morgenthau aveva chiesto a Churchill il permesso di inserire il testo dell'allora ancor segreto memorandum sulla "pastorificazione" dell'economia tedesca firmato dal Primo ministro inglese e da Roosevelt alla Seconda Conferenza di Quebec, ma il permesso gli fu negato.
Nel novembre del 1945 il generale Dwight D. Eisenhower, Governatore Militare della Zona di occupazione americana della Germania approvò la distribuzione gratuita di 1 000 copie del libro agli ufficiali americani della Germania occupata. Lo storico Stephen Ambrose ne trae la conclusione che, nonostante le successive pretese di Eisenhower che questo atto non costituiva un'approvazione del piano Morgenthau da parte sua, Eisenhower aveva non solo approvato il Piano ma aveva in precedenza anche fornito a Morgenthau almeno qualche spunto su come la Germania avrebbe dovuto essere trattata.
Dopo le sue dimissioni, e insieme ad altri eminenti personalità, quali la ex-first lady Eleanor Roosevelt, Morgenthau rimase a lungo un membro attivo del gruppo di opinione che propugnava una "pace dura" per la Germania.

### Bretton Woods
Morgenthau fu un partecipante di primo piano alla Conferenza di Bretton Woods, che stabilì l'omonimo Sistema monetario, il Fondo Monetario Internazionale (FMI), e la Banca internazionale per la ricostruzione e lo sviluppo (nota anche come  World Bank o Banca Mondiale).

### Ulteriore carriera e lasciti
Morgenthau si dimise a metà del 1945, allorché Harry S. Truman divenne Presidente e i suoi consigli non erano più richiesti. Egli dedicò il resto della sua vita a lavorare con filantropi ebrei e divenne anche consulente finanziario dello Stato d'Israele.

### Riconoscimenti
- Tal Shahar, un moshav[31] israeliano vicino a Gerusalemme, creato nel 1948, fu chiamato così in suo onore.[32]
- L'imbarcazione di sorveglianza della Guardia costiera americana Morgenthau fu così chiamata in suo onore.